# نیکلاس انجلیک
نیکلاس اَنْجِلیک (به انگلیسی: Nicholas Angelich)؛ زادهٔ ۱۹۷۰ – ۱۸ آوریل ۲۰۲۲) نوازندهٔ پیانو کلاسیک اهل ایالات متحدهٔ آمریکا بود.
اَنجِلیک نواختنِ پیانو را از پنج‌سالگی و نزد مادرش آموخت و نخستین کنسرت عمومیِ خود را در هفت‌سالگی اجرا کرد. در ۱۳ سالگی به پاریس رفت و نزد چند استاد بنام، ازجمله آلدو چیکولینی (۱۹۲۵–۲۰۱۵)، نوازندهٔ بزرگ پیانو، شاگردی کرد.
او آثار فراوانی اجرا و ضبط کرده و چند بار برندهٔ جوایز گوناگون شد.

## زندگی‌شخصی
آنجلیک در ۱۸ آوریل ۲۰۲۲، بر اثر نارسایی ریوی، پس از اینکه پیوند ریه در بیمارستان بیشا کلود برنارد در پاریس درگذشت. وی ۵۱ سله بود و قبل از مرگش از بیماری مزمن ریوی رنج می‌برد. او فرزندی از خود نداشت.